# Luke P. Poland
Luke P. Poland (Westford, 1815. november 1. – Waterville, 1887. július 2.) az Amerikai Egyesült Államok szenátora (Vermont, 1865–1867).